# 도쿠시게역
도쿠시게역(일본어: 徳重駅, とくしげえき)은 일본 아이치현 나고야시 미도리구에 위치한 철도역이다. 사쿠라도리 선의 시·종착역 기능을 하고 있다.

## 역 구조
섬식 승강장 1면 2선의 지하역에 스크린도어가 설치되어 있다. 승강장은 20m 6량 편성까지 대응하고 있다.

### 타는 곳
| 1 | ■ 사쿠라도리 선 | 하차 전용 승강장                    |
| 2 | ■ 사쿠라도리 선 | 아라타마바시·나고야·다이코도리 방면 |

## 역 주변
- 도쿠시게 차고지
- 힐스 워크 도쿠시게 가든즈
- 나고야 시 미도리 문화 소극장
- 미도리가오카 공원

## 역사
- 2011년 3월 27일: 영업 개시.

## 사진

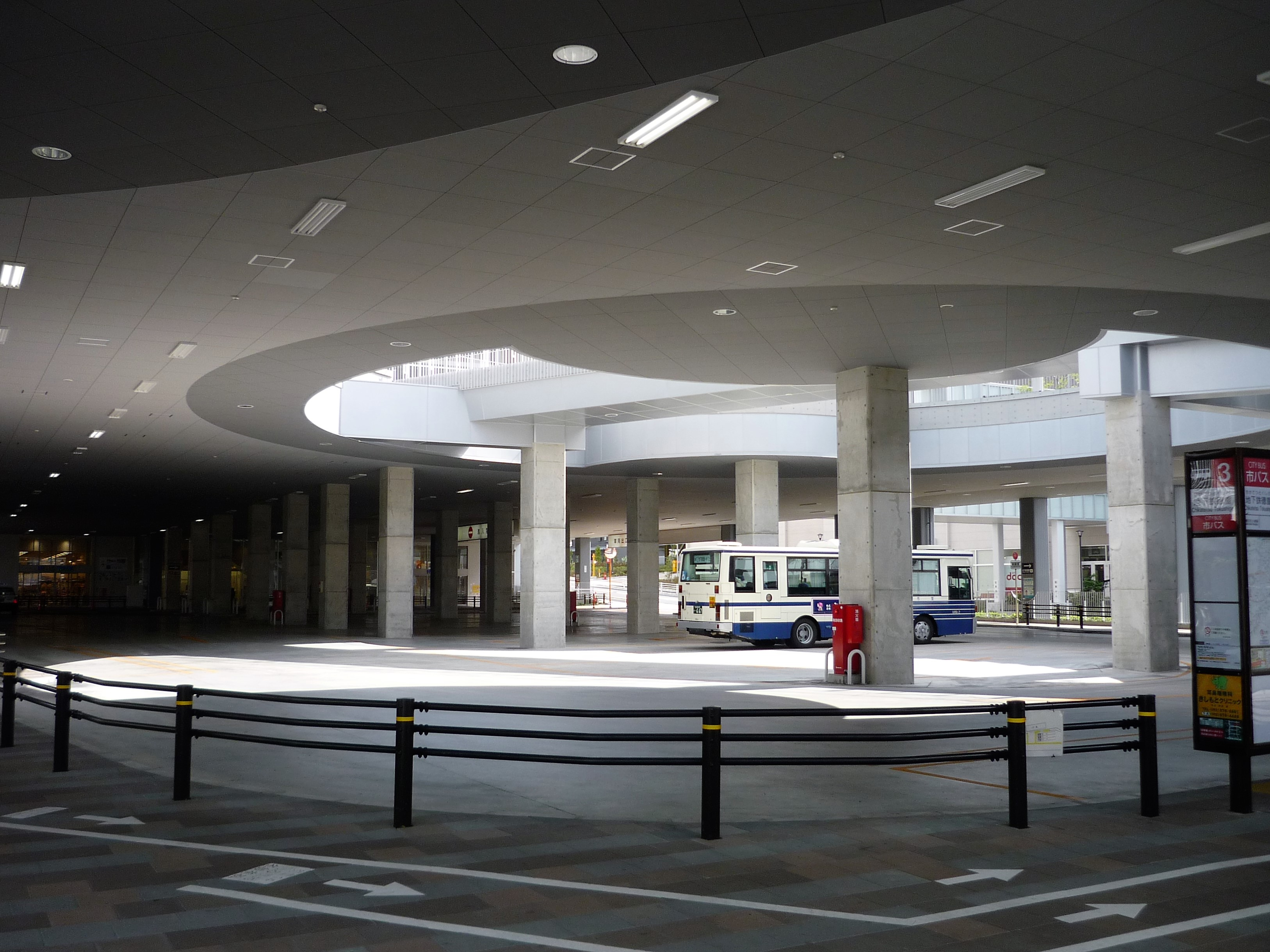
도쿠시게 역 버스 터미널

## 인접역
| 나고야 시 교통국 ■ 지하철 사쿠라도리 선 | 나고야 시 교통국 ■ 지하철 사쿠라도리 선 | 나고야 시 교통국 ■ 지하철 사쿠라도리 선 |
| --------------------------------------- | --------------------------------------- | --------------------------------------- |
| S 20 가미사와 다이코도리 방면           |                                         | 시·종착역                               |